# Circuito de Ahvenisto

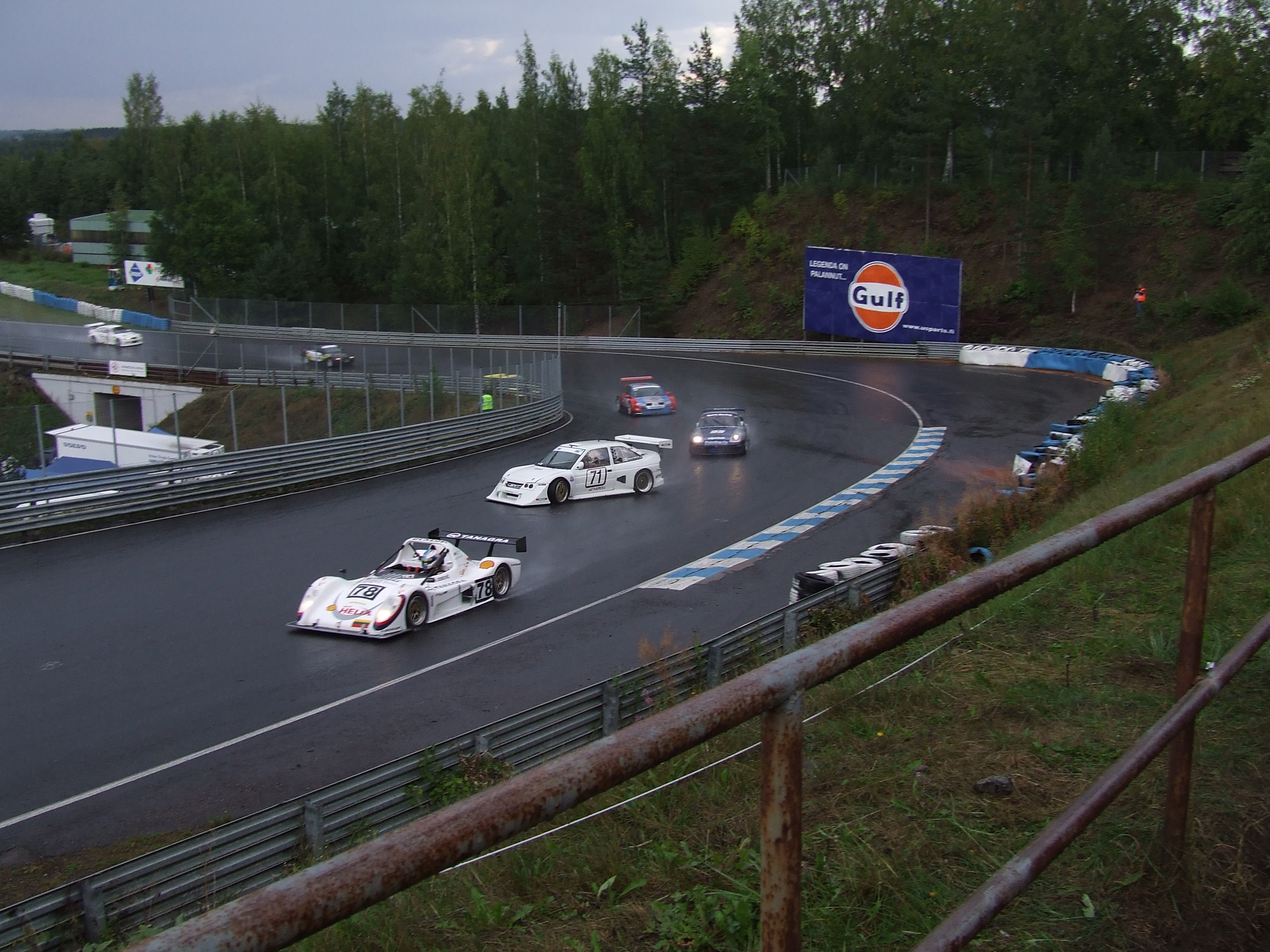
Primeira curva do circuito.

O Circuito de Ahvenisto (em finlandês: Ahveniston moottorirata) é um autódromo localizado na cidade de Hämeenlinna, na Finlândia. Foi inaugurado em 1967, e já recebeu provas da Fórmula 2, Fórmula 3 e da FTCC. Tem 2 840 m de extensão e uma 
diferença de elevação de 32 m. A largura da pista varia entre 9 e 17 m, e a reta final tem 280 m.